# Скідфей-Лейк (Мічиган)
Скідфей-Лейк (англ. Skidway Lake) — переписна місцевість (CDP) в США, в окрузі Огемо штату Мічиган. Населення — 3082 особи (2020).

## Географія
Скідфей-Лейк розташований за координатами 44°11′40″ пн. ш. 84°2′48″ зх. д. / 44.19444° пн. ш. 84.04667° зх. д. (44.194410, -84.046606).  За даними Бюро перепису населення США в 2010 році переписна місцевість мала площу 30,51 км², з яких 29,24 км² — суходіл та 1,28 км² — водойми.

## Демографія
Згідно з переписом 2010 року, у переписній місцевості мешкали 3392 особи в 1458 домогосподарствах у складі 900 родин. Густота населення становила 111 особа/км².  Було 2578 помешкань (84/км²).
Расовий склад населення:
| - 94,8 % — білих - 1,5 % — корінних американців - 0,4 % — чорних або афроамериканців - 0,2 % — азіатів |

До двох чи більше рас належало 2,9 %. Частка іспаномовних становила 2,1 % від усіх жителів.
За віковим діапазоном населення розподілялося таким чином: 21,1 % — особи молодші 18 років, 61,1 % — особи у віці 18—64 років, 17,8 % — особи у віці 65 років та старші. Медіана віку мешканця становила 44,9 року. На 100 осіб жіночої статі у переписній місцевості припадало 105,1 чоловіків;  на 100 жінок у віці від 18 років та старших — 107,2 чоловіків також старших 18 років.
Середній дохід на одне домашнє господарство  становив 30 664 долари США (медіана — 22 384), а середній дохід на одну сім'ю — 34 949 доларів (медіана — 26 888). Медіана доходів становила 31 852 долари для чоловіків та 26 023 долари для жінок. За межею бідності перебувало 41,2 % осіб, у тому числі 60,2 % дітей у віці до 18 років та 14,7 % осіб у віці 65 років та старших.
Цивільне працевлаштоване населення становило 866 осіб. Основні галузі зайнятості: освіта, охорона здоров'я та соціальна допомога — 26,9 %, мистецтво, розваги та відпочинок — 18,4 %, роздрібна торгівля — 16,9 %.